# فوبورغ سان جيرمان

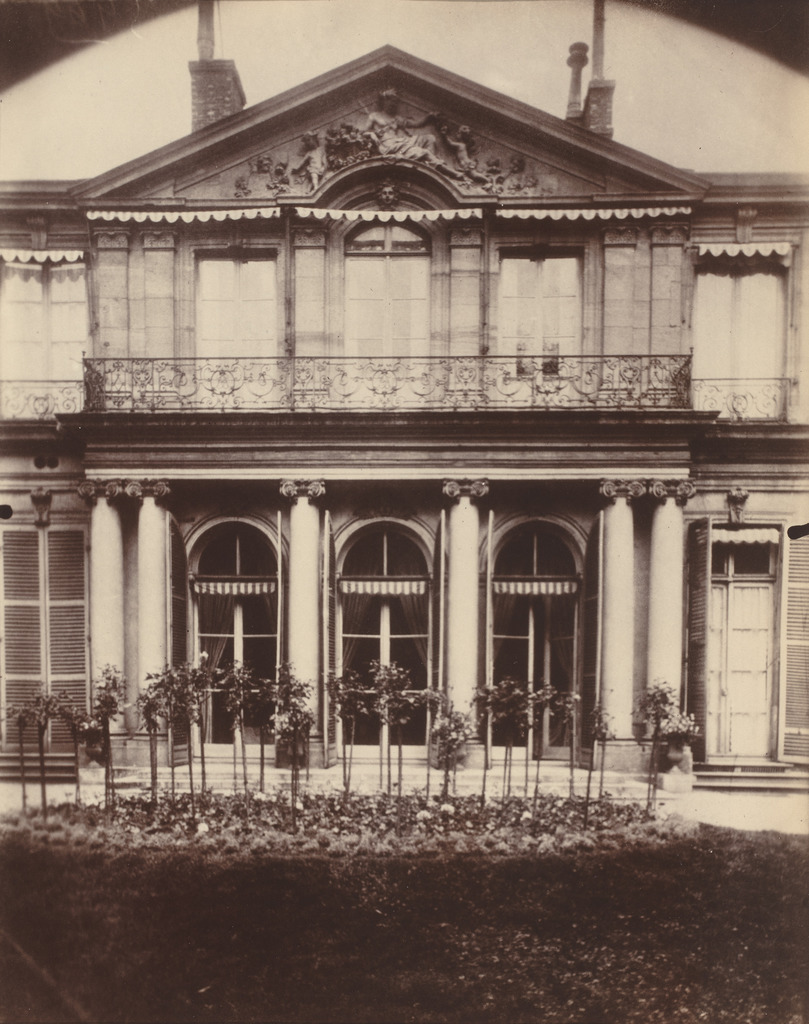
فندق في فوبورغ سان جيرمان

فوبورغ سان جيرمان (بالفرنسية: Faubourg Saint Germain)‏ هي منطقة تاريخية في باريس، منذ فترة طويلة فوبورغ المعروف باسم «منزل المفضلة» من المناطق الفرنسية العالية ويستضيف العديد من الفنادق الأرستقراطية، وهي حاليًا جزء من الدائرة السابعة في باريس.